# 科比利納河
科比利納河（烏克蘭語：Кобильна），是烏克蘭中部的河流，是因胡萊茨河的支流。該河發源自斯捷波韋附近，流經第聶伯羅彼得羅夫斯克州的克里維里赫區，河流全長22公里，流域面積120平方公里。